# Miodineutes
Miodineutes is een geslacht van kevers uit de familie schrijvertjes (Gyrinidae).
Het geslacht is voor het eerst wetenschappelijk beschreven in 1927 door Hatch.

## Soorten
Het geslacht omvat de volgende soorten:
- Miodineutes heeri Hatch, 1927
- Miodineutes insignis (Heer, 1862)
- Miodineutes oeningenensis Hatch, 1927